# Anneliese van der Pol
Anneliese Louise van der Pol (Naaldwijk, 23 settembre 1984) è un'attrice e cantante statunitense di origine olandese.
Deve la sua popolarità principalmente a Disney Channel e soprattutto alla serie tv Raven e il suo spin off A casa di Raven.

## Biografia
Anneliese è nata a Naaldwijk, nei Paesi Bassi, da padre olandese, Willem van der Pol, e da madre statunitense di origine ebraica, Dyan Ross, nativa di Brooklyn (New York). Si è trasferita con la famiglia negli Stati Uniti quando aveva tre anni, possedendo quindi una doppia cittadinanza, olandese e statunitense. Ha due sorelle maggiori, Rachel e Sarah.

### Problemi con la legge
Secondo il sito americano TMZ.com, Anneliese il 10 luglio 2006 è stata arrestata per guida in stato di ebbrezza. L'attrice-cantante infatti è stata sorpresa dalla polizia con un livello di alcool nel sangue pari a 0,19. La sentenza è stata rinviata al 19 marzo 2007.
L'accusa intanto ha chiesto 2844 dollari, 36 mesi di lavori sociali e l'obbligo di seguire un corso per disintossicarsi dall'alcool.

## Carriera
Nell'estate 2006, in America si è disputato il primo evento sportivo idealizzato Disney Channel, The Disney Channel Games, e Anneliese ha partecipato come concorrente.
Anneliese ha interpretato la parte di "Belle" in La bella e la bestia che ha debuttato a Broadway il 3 aprile 2007. È stata l'ultima attrice a recitare la parte di Belle nel musical, visto che lo spettacolo si è chiuso, dopo 13 anni, proprio nel 2007.
Nel 2011 ha partecipato nella serie di Disney Channel  A tutto ritmo nel ruolo di Ronnie.

## Filmografia

### Attrice

#### Cinema
- Divorce: The Musical, regia di Steven Dworman (2001)
- Horror High, regia di Shawn Papazian (2005)
- Bratz (Bratz The Movie), regia di Sean McNamara (2007)
- Mordimi (Vampires Suck), regia di Jason Friedberg e Aaron Seltzer (2010)
- Wish Whizard, regia di André Gordon (2014) - cortometraggio
- Cats Dancing on Jupiter, regia di Jordan Alan (2015)
- 5 Weddings, regia di Namarata Singh Gujral (2018)

#### Televisione
- Raven - serie TV, 100 episodi (2003-2007)
- The Battery's Down - serie TV, episodio 2x07 (2009)
- A tutto ritmo (Shake It Up) - serie TV, episodio 1x15 (2011)
- Extremely Decent, regia di Nick P. Smith - film TV (2011)
- Amici di letto (Friends with Benefits) - serie TV, episodio 1x03 (2011)
- Shalom Sesame - serie TV, 11 episodi (2010-2011)
- A casa di Raven (Raven's Home) - serie TV (2017-2022)
- Uncool - serie TV, episodio 1x06 (2017)
- Summer Camp - serie TV, episodio 4x30 (2020)

### Doppiatrice
- Katbot - serie animata, 1 episodio (2005)
- Kim Possible - serie animata, 1 episodio (2006)

## Doppiatrici italiane
- Francesca Manicone in Raven, A casa di Raven
- Gemma Donati in Bratz, Mordimi